# Der Zoologische Garten
Der Zoologische Garten ist die älteste existierende Zeitschrift, die sich ausschließlich mit der Haltung von Tieren in Tierparks und Zoos beschäftigt. Sie war bis Ende 2017 das offizielle Blatt des World Association of Zoos and Aquariums (WAZA) und des Verbands der Zoologischen Gärten (VdZ).

## Geschichte

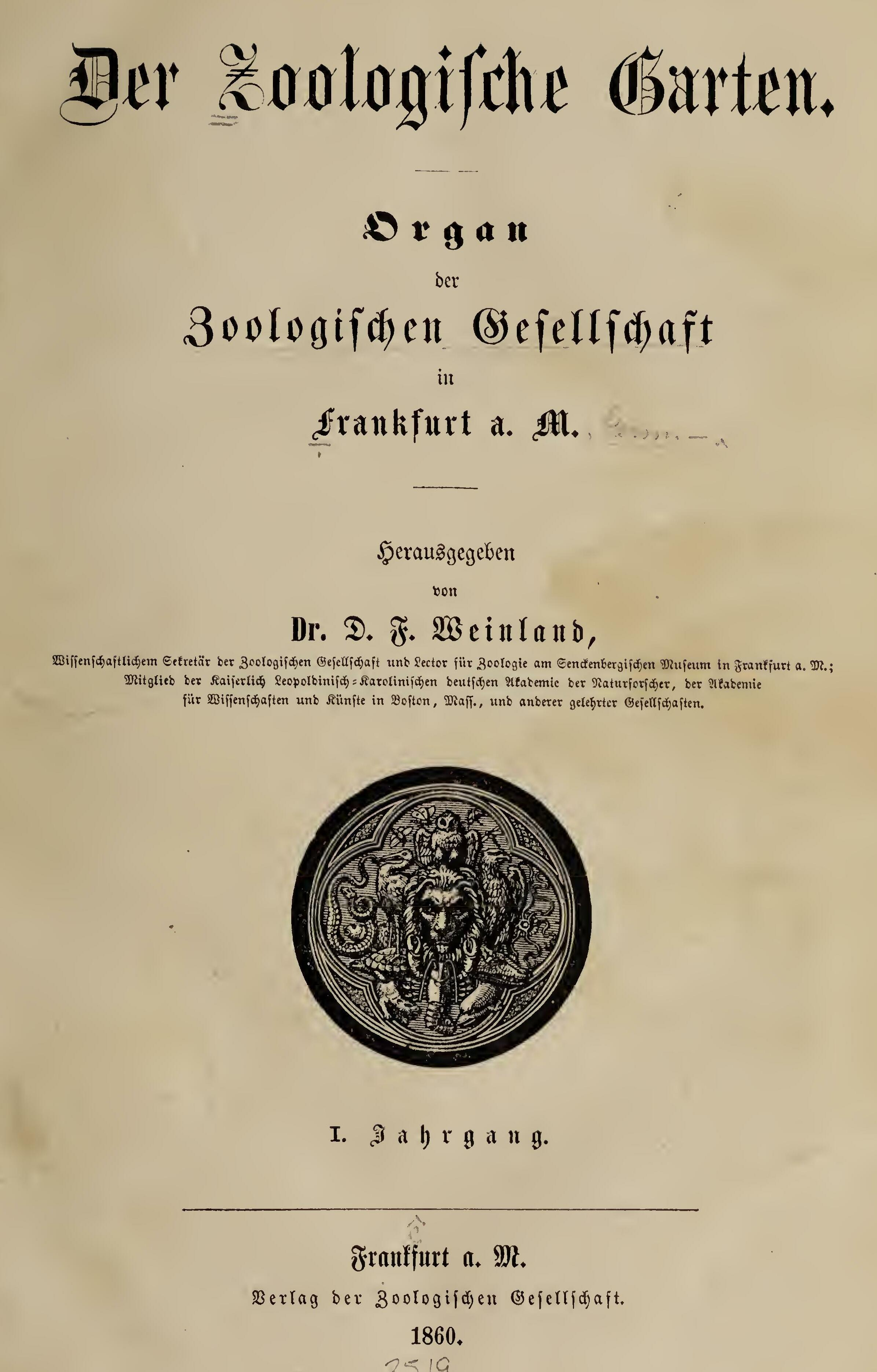
Titelseite des ersten Jahrgangs

David Friedrich Weinland gründete 1859 die Zeitschrift, um das ernsthafte Interesse an der naturwissenschaftlichen Beobachtung wilder Tiere zu wecken und somit die Haltung fremder und exotischer Tierarten zu fördern.
Erst brachte der Zoo Frankfurt die Zeitschrift alleine heraus, doch schon ab dem fünften Band häuften sich Berichte fremder Zoos, so dass die Zeitung in „Centralorgan der zoologischen Gärten in Deutschland – Zeitschrift für die Beobachtung, Pflege und Zucht der Tiere“ umbenannt wurde.
Nachdem Carl Noll 28 Jahre als Herausgeber für die Zeitung gearbeitet hatte, wurde Oskar Boettger 1896 als Schriftleiter ernannt. Er schied 1906 aufgrund Krankheit aus.
Bis 1922 verschob sich dann mehrfach der Schwerpunkt der Zeitschrift, so dass ab Band 63 (1922) das Interesse am „Zoologischen Garten“ so sehr schwand, dass das Periodikum eingestellt wurde.
Nach mehrfachen Versuchen, die Zeitschrift wieder zu beleben, schafften es erst 1928 die Zoodirektoren Johannes Gebbing (Zoo Leipzig), Ludwig Heck (Zoo Berlin), Ludwig Wunderlich (Zoo Köln) und Kurt Priemel (Zoo Frankfurt) die Zeitung unter dem alten Namen „Der Zoologische Garten“ wieder ins Leben zu rufen. Mit dem Zusatztitel „Neue Folge“ liefen die Auflagen des „Der Zoologische Garten“ noch bis Ende 2017 an. 2018 wurde die Zeitschrift erneut eingestellt. Seit 2019 erscheint die Zeitschrift wieder im Verlag Natur & Wissenschaft, Solingen.